# サヤージー・ラーオ・ガーイクワード2世
サヤージー・ラーオ・ガーイクワード2世（Sayaji Rao Gaekwad II, 1800年5月3日 - 1847年12月28日）は、西インドのグジャラート地方、ガーイクワード家の当主およびヴァドーダラー藩王国の君主（在位：1819年 - 1847年）。

## 生涯
1800年5月3日、ゴーヴィンド・ラーオ・ガーイクワードの三男として生まれた。
1819年10月2日、兄のアーナンド・ラーオ・ガーイクワードが死亡し、サヤージー・ラーオが当主位を継承した。
1818年に第三次マラーター戦争が終了したのちも、ガーイクワード家は周辺諸国から貢納を受けていたが、1820年にそれらの権利をイギリスに委譲する形で放棄した。
1847年12月28日、サヤージー・ラーオは死亡し、息子のガナパト・ラーオ・ガーイクワードが当主位および藩王位を継承した。